# 想和佐仓做的大西
想和佐仓做的大西（日语：／*/?）是一个由文化放送超!A&G+播送的日本可视电台节目，自2016年4月19日每周播送，同时由音泉在线提供纯音频版。节目自第14回开始由7-Eleven赞助，自第40回开始于节目标题增加赞助商名称并变更为7-Eleven presents 想和佐仓做的大西（日语：／*/?）。節目從2022年10月開始，贊助商更換為Seven Net Shopping，節目名稱也更改回想和佐仓做的大西。
2023年2月21日播出的第360回中宣布，节目将于2023年3月28日播出最后一期。

## 主持人
除特殊安排外，节目由同为声优的佐仓绫音和大西沙織主持。

## 嘉宾
- 第46回（2017年2月14日）日笠陽子[註 2]
- 第47回（2017年2月21日）日笠阳子[註 3]
- 第59回（2017年5月16日）水瀨祈[註 4]
- 第60回（2017年5月23日）水濑祈[註 5]
- 第157回（2019年4月2日）東山奈央
- 第163回（2019年5月14日）幸酱(こうちゃん)[註 6]
- 第226回（2020年7月28日）Vanessa（日语：Vanessa (メイクアップアーティスト)）[註 7]
- 第304回（2022年1月25日）Machico
- 第305回（2022年2月1日）Machico
- 第344回（2022年11月1日）幸酱(こうちゃん)[註 8]
- 第345回（2022年11月8日）Vanessa[註 9]

## 播送时间
- 文化放送 超!A&G+

- 2016年4月9日（第1回） - 2016年12月31日（第39回）

每周六 19:30 - 20:00（无重播）
- 2017年1月3日（第40回） -

每周二 23:30 - 24:00（首播）　
每周三 11:30 - 12:00（重播）
- 音泉

- 2016年4月9日（第1回） - 2016年12月31日（第39回）

每周三 20:00 上传，同时追加“反省会”单元。
- 2017年1月3日（第40回） -

每周二 24:00 上传，同时追加“反省会”单元。

## 获奖
- 第3回声优广播赏
  - BEST CREATIVE RADIO 企画广播赏（新人部门）
  - RADIO OF THE YEAR 最优秀广播大赏[3]
- 第4回声优广播赏
  - BEST FEMALE RADIO 最优秀女性广播赏（一般部门）
  - RADIO OF THE YEAR 最优秀广播大赏[4]

## 外部連結
- 音泉官网（页面存档备份，存于）
- 超！A&G（页面存档备份，存于）
- 佐倉としたい大西的X（前Twitter）
- YouTube上的佐倉としたい大西頻道